# Closer to Fine
Closer to Fine è un singolo del duo musicale Indigo Girls pubblicato nel 1989 dal loro omonimo album. La canzone affronta vari temi, come la ricerca di se stessi ed è diventato un'ispirazione per molti artisti e musicisti.
Il brano è stato incluso nella colonna sonora del film Barbie.

## Tracce
1. Closer to Fine – 3:59
2. History of Us – 5:20